# Acquaretico
Per acquaretico si intende una sostanza che facilita l'eliminazione dei liquidi.

## Descrizione
Diversamente dal diuretico che stimola l'eliminazione renale di acqua, sodio e cloro, l'acquaretico  elimina l'acqua ma non elimina completamente il sodio ed il cloro. Questo effetto è tipico dei farmaci della classe dei Vaptani: questi agiscono inibendo i recettori di tipo 2 della vasopressina, un esempio è il tolvaptan.